# Albtalstraße

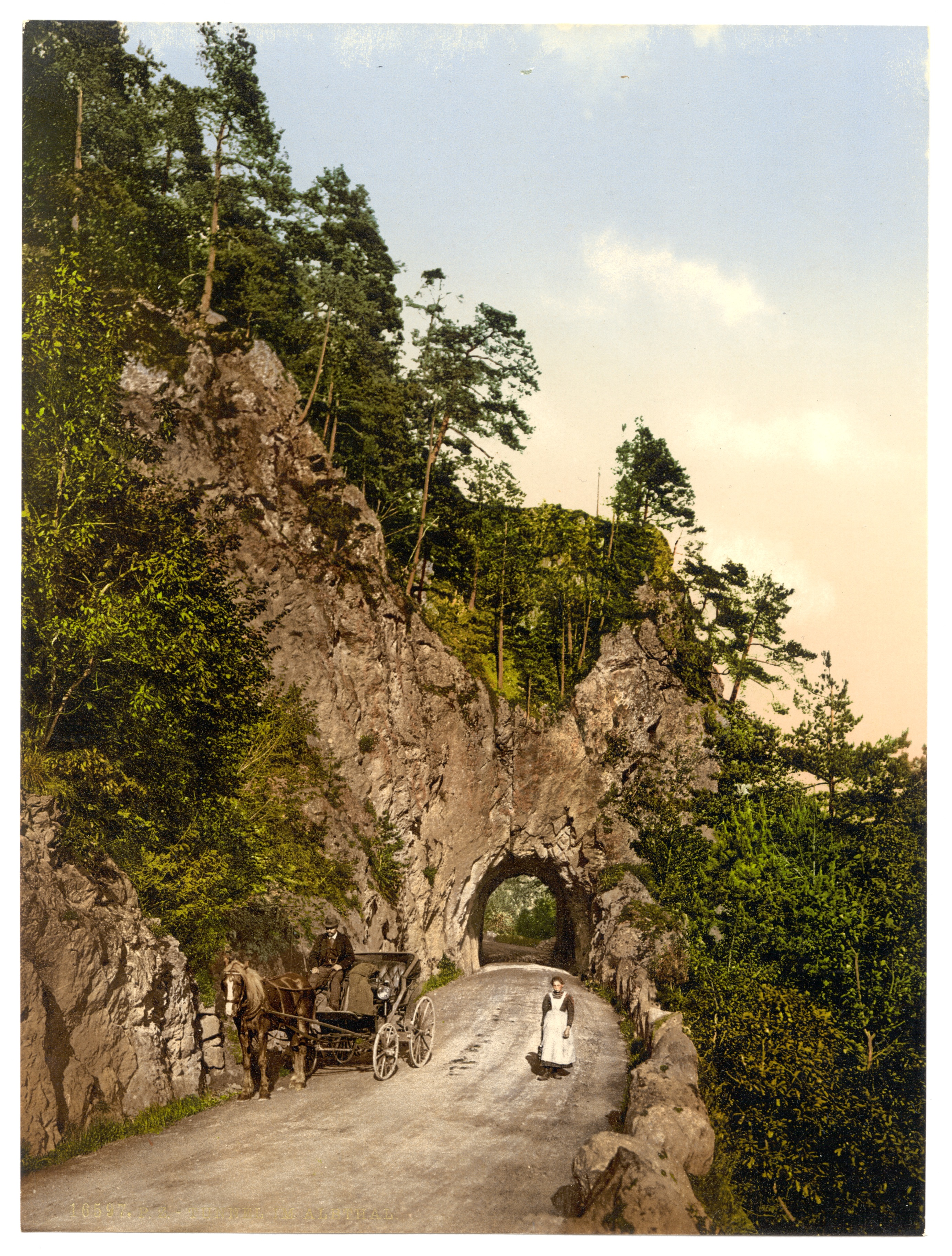
Albtalstraße und einer der fünf Straßentunnel (zwischen 1890 und 1900)

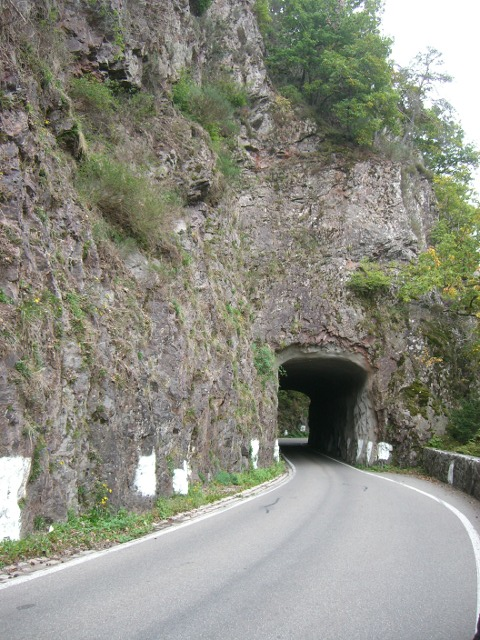
Der gleiche Tunnel (2005)

Die Albtalstraße, auch L 154, ist eine fast 30 Kilometer lange Straße durch das Albtal im Landkreis Waldshut. Robert Gerwig entwarf ab 1853 die Straße von Albbruck nach St. Blasien.

## Geschichte
Die Straße wurde von 1855 bis 1859 erbaut. Die Tunnelbauarbeiten wurden mit Hammer und Meißel vorgenommen und kamen in der Woche rund zwei Meter voran. Große Teile der Iburg wurden beim Bau der Straße von 1854 bis 1863 als Baumaterial abgetragen. Dabei wurde der Nordteil des Burghügels zerstört.
Im Abschnitt zwischen dem Albbrucker Ortsteil Hohenfels und dem Görwihler Ortsteil Tiefenstein kam es im Juli 2013 zu einem Felssturz. Im Mai 2015 wurde die 2,8 Kilometer lange Strecke wegen akuter Felssturzgefahr aus Verkehrssicherungsgründen gesperrt. Ein geologisches Gutachten kam zum Ergebnis, dass massive Felssicherungsmaßnahmen nötig sind. Nach der Sperrung der Straße stürzte ein weiterer, etwas zehn Tonnen schwerer Fels auf die Straße. Jahrelang kamen keine Arbeiten zur Entfernung des etwa zehn Tonnen schweren Felsblocks in Gang, obwohl Landesverkehrsminister Winfried Herrmann versprach, dass die Straße wieder aufgemacht werde. 2019 wurde die seit 2015 gesperrte Straße durchs Albtal bereits auf einigen Landkarten nicht mehr geführt. 2018 wurde ein naturschutzrechtliches Gutachten in Auftrag gegeben. Im Februar 2020 wurde der zehn Tonnen schwere Felsblock von Unbekannten entfernt. Seitdem setzt sich eine Bürgerinitiative mit verschiedenen Aktionen für die Wiedereröffnung der Straße ein. In der Tradition der Salpeterer, die sich im 18. und 19. Jahrhundert dagegen wehrten, dass ihnen im Hotzenwald von den Herrschenden etwas gegen ihren Willen aufgezwungen wurde, nennt sich diese Initiative seit 2018 „Salpetererbewegung: Pro Albtalstraße“. Im Juli 2021 wurde bekannt, dass sich die Öffnung verzögere, weil das Naturschutzgutachten fehlerhaft war, und die Straße wohl frühestens 2028 wieder geöffnet werden könnte. Im Februar 2022 hieß es nach Berechnungen aus dem Stuttgarter Verkehrsministerium, dass die Straße frühestens 2031/32 wieder befahrbar sein könnte – falls überhaupt, denn die Kosten würden sich auf mindestens 20 Millionen Euro belaufen.

## Beschreibung
Die Straße verbindet die L 149 mit der Bundesstraße 34 und führt von St. Blasien nach Albbruck. Im Abschnitt zwischen Hohenfels und Tiefenstein, der mit Steinmäuerchen gesäumt ist, führt der Straßenverlauf durch fünf kurze Tunnel, die als technische Denkmäler gelten. Einer von ihnen ist im Originalzustand, aus grobem Stein, die vier anderen wurden mit Spritzbeton geglättet.